# فرانس أندرسون
فرانس أندرسون (بالدنماركية: Frans Andersson)‏ هو مغني أوبرا دنماركي، ولد في 23 مايو 1911، وتوفي في 3 أغسطس 1988.

## وصلات خارجية
- فرانس أندرسون على موقع IMDb (الإنجليزية)
- فرانس أندرسون على موقع ديسكوغز (الإنجليزية)
- فرانس أندرسون على موقع قاعدة بيانات الفيلم (الإنجليزية)